# Marcos Freitas
Marcos André Sousa da Silva Freitas ComIH (Funchal, 8 de abril de 1988), é um mesa-tenista português. Segundo a Federação Internacional de Ténis de Mesa, ele é o 15.º melhor mesa-tenista do mundo (Abril/2024), e o melhor jogador português da história.

## Biografia
Marcos Freitas é filho do empregado bancário Agostinho Luíz Da Silva Freitas e da técnica de museologia Maria Helena Lopes e Souza Freitas. Iniciou-se no ténis de mesa aos seis anos, juntamente com o seu irmão gémeo Adriano Lopes Freitas, e por influência do seu pai, depois de ter passado pelo judo. Desde criança sempre se mostrou muito ativo, aprendendo as coisas com muita facilidade. Aos 5 anos entrou para o 1.º ano do ciclo, depois de ter passado quase dois no infantário. Conciliou os estudos, o desporto e as constantes viagens, mas a carreira que pretendia seguir (medicina) foi relegada para segundo plano pela modalidade que o apaixonou desde tenra idade. Neste momento o jogador esquerdino possui um enorme currículo, tendo arrecadado dois títulos Europeus Individuais. Até o momento, Marcos Freitas é o único mesa-tenista português que conseguiu esta proeza numa prova individual Internacional, tendo obtido o estatuto de Atleta de Alta Competição precocemente aos 14 anos. Marcos Freitas foi também por cinco vezes Campeão da Europa em Pares e Pares Mistos. Nos Jogos Olímpicos de Pequim em 2008, disputou a Prova Singular onde arrecadou a 17.ª posição, e foi o único atleta português de ténis de mesa a vencer uma eliminatória.
Desde agosto de 2011 o atleta ocupa o 1.º lugar no ranking Português e em dezembro de 2013 atingiu um inédito 17.º lugar no ranking mundial,o que o tornou no 1.º português a conseguir tal proeza. Ocupa atualmente um brilhante '15.º lugar no ranking mundial', a 5.ª posição no ranking Europeu' e o 1.º lugar no ranking nacional.'''

## Resultados

### Principais Resultados Internacionais em Singulares
- Campeão da Europa - cadetes (Moscovo)
- Campeão da Europa - Juniores (Sarajevo)
- Campeão do Pro Tour da ITTF - Sub-18 (por 2 vezes)
- Campeão do Pro Tour da ITTF - Sub-21 (por 3 vezes)
- 2.º lugar nas Grandes Finais do Pro Tour da ITTF - Sub-21 (Macau)
- Vencedor da Taça da Europa DHS 2014 (Lausanne, Suíça)
- Vencedor do World Tour da ITTF, Open da República Checa 2014 (Olomouc, República Checa)
- Vice-Campeão da Europa no LIEBHERR ITTF Campeonato da Europa 2015 (Ekaterinburg, Rússia)
- 5.º lugar nos Jogos Olímpicos Rio2016 (Brasil)
- Campeão WTT Contender de Lima (Peru), Agosto 2023

### Principais Resultados Internacionais em Pares
- Campeão da Europa - Cadetes
- Vice-Campeão do Mundo - Juniores
- Campeão da Europa - Juniores (por três vezes)
- 3.º lugar Campeonato da Europa - Juniores
- 3.º lugar Campeonato Europeus - Seniores
- 1.º lugar Campeonato Europeu Pares Masculinos 2011

Durante o seu percurso o atleta já foi alvo de diversas homenagens,votos de louvor, prémios e distinções através do Comité Olímpico de Portugal (COP), Confederação do Desporto de Portugal (CDP), Federação Portuguesa de Ténis de Mesa (FPTM), Associação Ténis de Mesa da Madeira (ATMM), Federação Internacional de Ténis de Mesa (ITTF), União Europeia de Ténis de Mesa (ETTU), Instituto do Desporto da Região Autónoma da Madeira (IDRAM), Assembleia Legislativa da Madeira (ALM), Governo Regional (GR), Diário de Notícias (DN), RTP Madeira, Câmara Municipal de Câmara de Lobos (CMCL), Câmara Municipal do Funchal (CMF), Posto Emissor do Funchal (PEF), Casa do Povo e Junta de Freguesia do Estreito, Escola Básica do Campanário, A Bola, Expresso, Record, Diário de Notícias da Madeira, Desporto a longo prazo oportunidades para jovens Talentos de países em desenvolvimento, com o objetivo de uma Qualificação Olímpica, o diretor do Desenvolvimento deste Programa, Glenn Tepper, explica a oportunidade dos atletas juntarem-se nos campos e de participarem em provas internacionais. Marcos Freitas faz parte também do Projeto Esperanças 2010.
Com apenas 16 anos de idade, foi eleito entre todos os atletas masculinos de vários países e modalidades (nomeados pelo Comité Olímpico e pela Federação Portuguesa),a estar presente no Campo da Juventude nos Jogos Olímpicos de Atenas em 2004 Düsseldorf, Alemanha.
Durante a época de 2006/2008 atuou como jogador titular de uma conceituada equipa da 1.ª Liga Alemã, o TTC Julich tendo  regressado posteriormente em 2009/2010 e mudado a sua residência para a Bélgica (Charleroi), onde residiu por um ano. 
Em 2008 assinou contrato para a época 2008/2009, mas desta feita com a equipa de topo da primeira Bundesliga alemã, o Borussia Düsseldorf. O atleta juntou-se a três conceituados jogadores alemães com um Ranking Mundial abaixo dos 40, com Timo Boll como melhor jogador europeu e o 4.º melhor do mundo. No dia 17 de Maio de 2009 o Borussia Düsseldorf sagrou-se Campeão Europeu de Clubes em Ténis de Mesa.
Ao longo de cinco temporadas a jogar na Alemanha, Marcos Freitas representou alguns dos melhores clubes europeus, onde conquistou títulos nunca antes conquistados por algum português, de onde se destaca a conquista do Campeonato Alemão e da Liga dos Campeões no ano de 2009 ao serviço do Borussia Düsseldorf. Mudou-se posteriormente para o TTF Liebherr Ochsenhausen, clube onde realizou uma grande temporada. Foi titular indiscutível e chegou à Final do Campeonato Alemão. Foi a sua melhor temporada de sempre tendo obtido 24 vitórias em representação do seu clube, destacando-se as vitórias sobre o austríaco Werner Schlager, antigo campeão do Mundo e actual nº 21, Bastian Steger (nº 22), Adrian Mattenet (nº 31) e sobre o Xi Wang, um dos melhores jogadores a actuar nos últimos anos na Bundesliga.
Durante a época de 2010/2011 o atleta português alinhou num dos melhores clubes de Ténis de Mesa da Alemanha, o TTF Liebherr Ochsenhausen. O jovem mesa tenista, quando ainda era o nº 48 do mundo, assinou contrato em 2011/2012 com o clube francês AS Pontoise Cergy TT na Pro-A da Liga Francesa. Ambicioso, determinado, empenhado e talentoso, Marcos Freitas foi assim o 1.º português a jogar num clube da Pro A.Desde o ano 2009, o atleta alcançou o 1.º lugar do ranking em Portugal.
Residiu em Viena (Áustria) de 2011 a 2016, e durante as épocas de 2011 a 2017, representou o clube francês AS Pontoise Cergy TT, na Pro-A da liga Francesa. Em 2017 mudou-se para o Porto (Portugal) e na época de 2018/2019 passou a representar o clube russo, Fakel Gazproma Orenburg.
Patrocinadores
De 2000 a 2014 o atleta foi patrocinado pela marca desportiva alemã TIBHAR. De salientar que a TIBHAR patrocina o bielorrusso Vladimir Samsonov n.º 8 do mundo, o que por si só mostra a importância deste patrocínio no desenvolvimento do Marcos Freitas no ténis de mesa a nível mundial.A partir de janeiro de 2015 o atleta Português passou a ser patrocinado pela BUTTERFLY.

### Jogos Olímpicos
Pequim 2008
- No dia 11 de maio de 2008 em Budapeste, Hungria, o jovem atleta Marcos Freitas, 20 anos, conseguiu o apuramento para os Jogos Olímpicos.

Londres 2012
- No dia 13 de abril de 2012 em Kirchberg, Luxemburgo, Marcos Freitas, 24 anos, conseguiu o apuramento para disputar os Jogos Olímpicos.
- Rio 2016
- No dia 16 de abril de 2016 em Halmstad, Suécia, Marcos Freitas, 28 anos, conseguiu o apuramento para disputar os jogos Olímpicos pela 3.ª vez consecutiva.

Gillette Future Champion 2008
Marcos Freitas foi um dos três atletas eleitos ao prémio Gillette Future Champion 2008, tendo obtido o 2.º lugar com 33,5% dos votos.
Condecoração
No dia 1 de dezembro de 2014, recebeu a distinção de Comendador da Ordem do Infante D. Henrique pelo Presidente da República, Aníbal Cavaco Silva, no Palácio de Belém, em Lisboa, em conjunto com os seus colegas de equipa e treinadores.
Dubai 2014 ITTF Star Awards
O atleta Português foi um dos quatro nomeados para o prémio de Melhor atleta Mundial de Ténis de Mesa de 2014, pela Federação Internacional de Ténis de mesa (ITTF), evento que decorreu no Dubai a 7 de janeiro de 2015. 

### Clubes representados
- Grupo Desportivo do Estreito (GDE) - (1994/2003), Funchal, Portugal
- Clube Desportivo de São Roque (GDSR) - (2003/2006), Funchal, Portugal
- TTC Jülich - (2006/2008 e 2009/2010), Alemanha
- Borussia Düsseldorf - (2008/2009), Düsseldorf, Alemanha
- TTF LIEBHERR Ochsenhausen - (2010/2011), Ochsenhausen, Alemanha
- AS Pontoise Cergy TT - (2011/2017), França
- Fakel Gazproma Orenburg - (2018/2022), Orenburg, Rússia
- AS Pontoise Cergy TT - (2022/2024), França